# چوب‌خزک زیتونی
چوب‌خزک زیتونی‌ (نام علمی: Sittasomus griseicapillus) نام یک گونه از خانواده مرغان تنورساز است.